# Georgina Klug
Georgina Klug (11 de junho de 1984) é uma jogadora de vôlei de praia argentina.

## Carreira
Em 2015 formava dupla com Ana Gallay e alcançaram a inédita medalha de ouro nos Jogos Pan-Americanos de 2015 realizado em Toronto.Nos Jogos Olímpicos de Verão de 2016 ela representou  seu país ao lado de Ana Gallay, caindo na fase de grupos.